# Смедли, Кайла
Кайла М. Смедли (до замужества — Башор; англ. Kayla M. Smedley (Bashore); род. 20 февраля 1983, Тэгу) — американская хоккеистка на траве, защитник и полузащитник. Участница летних Олимпийских игр 2008 и 2012 годов, серебряный призёр Панамериканского чемпионата 2009 года, чемпионка Панамериканских игр 2011 года, серебряный призёр Панамериканских игр 2007 года.

## Биография
Кайла Смедли родилась 20 февраля 1983 года в южнокорейском городе Тэгу.
Жила в американском городе Шумакерсвилль. В 2001 году окончила среднюю школу района Гамбург, в 2005 году — университет Индианы. Также окончила высшую школу менеджмента имени Келлера при университете Деври.
Первоначально занималась футболом и только в 15 лет стала играть в хоккей на траве. Выступала за университетскую команду «Индиана Хузирс». В 2009 году играла в чемпионате Австралии за «Тасси Ван Демонс» из Хобарта.
В 2004 году дебютировала в сборной США среди юниорок до 21 года, в 2006 году — в женской сборной США.
В 2006 году в составе женской сборной США участвовала в чемпионате мира в Мадриде, где американки заняли 6-е место. Мячей не забивала.
В 2007 году завоевала серебряную медаль хоккейного турнира Панамериканских игр в Рио-де-Жанейро.
В 2008 году вошла в состав женской сборной США по хоккею на траве на летних Олимпийских играх в Пекине, занявшей 8-е место. Играла в поле, провела 6 матчей, забила 1 мяч в ворота сборной Новой Зеландии.
В 2009 году завоевала серебряную медаль Панамериканского чемпионата в Гамильтоне.
В 2011 году получила золотую медаль хоккейного турнира Панамериканских игр в Гвадалахаре, но в матчах не участвовала из-за травмы головы, полученной незадолго до старта соревнований.
В 2012 году вошла в состав женской сборной США по хоккею на траве на летних Олимпийских играх в Лондоне, занявшей 12-е место. Играла в поле, провела 6 матчей, мячей не забивала.
В 2013 году завершила игровую карьеру.
В течение карьеры провела за женскую сборную США 173 матча.

## Семья
Родители — Аллен и Марджори Башор. Есть братья Родни и Майкл, сёстры Кристал и Калина.